# Рожер де Бомон
Роже́р де Бомо́н, по прозвищу Бородатый (фр. Roger de Beaumont; ок. 1015 — 29 ноября 1094) — нормандский аристократ, соратник Вильгельма Завоевателя, сеньор де Ваттевиль и де Бомон-ле-Роже, граф де Мёлан, основатель англо-французского дворянского рода Бомонов.

## Биография
Рожер де Бомон был сыном Онфруа де Вьейля, внучатого племянника Гунноры, супруги Ричарда I, герцога Нормандии, и Альберии де Ла Хайе. От своего отца Рожер унаследовал обширные земельные владения в Центральной Нормандии, главным образов в долине реки Рисль, в том числе сеньории Ваттевиль, Понт-Одемар и Бомон. По наименованию последней он и его потомки стали использовать фамилию де Бомон, а сам город, в свою очередь, по имени своего первого сеньора стал известен как Бомон-ле-Роже. В отличие от других современников-нормандцев Рожер носил бороду, из-за чего получил прозвище Бородатый. Изображённый на «ковре из Байё» в сцене пира после высадки нормандской армии в Англии бородатый рыцарь, сидящий рядом с Вильгельмом Завоевателем, возможно, является Рожером де Бомоном.
Рожер, очевидно, входил в круг ближайших соратников герцога Вильгельма и наряду с Вильямом Фиц-Осберном и Рожером де Монтгомери представлял молодое поколение крупной нормандской аристократии. Английский историк Дж. Планше, занимавшийся исследованием биографий соратников Вильгельма Завоевателя, так описывал Рожера де Бомона:
Он был самым знатным, богатым и доблестным бароном Нормандии, и самым верным и преданным другом герцогской фамилии.
Поддержка Рожера, крупного землевладельца Центральной Нормандии, существенно укрепляла позиции герцога Вильгельма в этом регионе. Уже к 1040 году Бомон одержал победу над Рожером де Тосни, другим крупным сеньором долины Рисля, который участвовал в движении старой нормандской аристократии против герцога Вильгельма.
По свидетельству Роберта Васа, Рожер де Бомон принимал участие в собрании нормандской аристократии в Лильбонне в 1066 году, на котором было принято решение о вторжении в Англию. Бомон за свой счёт снарядил и предоставил герцогу 60 кораблей для перевозки войск через Ла-Манш, однако сам участия в экспедиции не принимал, будучи «преклонных годов». В связи с этим свидетельством, однозначное отождествление фигуры бородатого рыцаря на «ковре из Байё» с Рожером де Бомоном вызывает сомнения, хотя действительно, ношение бороды среди нормандцев было явлением исключительным. В завоевании Англии принял участие старший сын Рожера Роберт де Бомон, который сражался в битве при Гастингсе и получил от короля Вильгельма обширные земельные владения в разных частях Англии.
Рожер де Бомон после начала завоевания остался в Нормандии. По свидетельству Гильома Пуатевинского, именно Рожер возглавлял регентский совет в герцогстве во время нахождения Вильгельма за Ла-Маншем. Однако Ордерик Виталий называет главой совета Рожера де Монтгомери. В 1071 году под надзором Бомона содержался Моркар, бывший англосаксонский эрл Нортумбрии и один из главных организаторов сопротивления нормандскому завоеванию. В 1078 году Рожер выступал посредником на переговорах короля Вильгельма с его сыном Робертом о примирении.
По утверждению Ордерика Виталия, Вильгельм предоставил Рожеру замок Иври на границе Нормандии и Иль-де-Франса, которым последний владел до смерти короля. Наследник Вильгельма Роберт III Куртгёз, однако, передал Иври своему соратнику Гийому де Бретею, сыну Вильяма Фиц-Осберна, а в качестве компенсации пожаловал Рожеру крепость Брионн. По версии Роберта де Ториньи, обмен Иври на Брионн состоялся по просьбе сына Рожера Роберта де Бомона. В 1077 году по праву своей супруги Аделины де Мёлан Рожер де Бомон стал графом Мёлана, небольшого владения в Вексене, находящегося в прямой вассальной зависимости от королей Франции. В дальнейшем Мёлан был закреплён за старшей линией дома де Бомон. Рожер также известен как основатель женского монастыря Сен-Пьер де Прё, которое расположилось поблизости от заложенного его отцом мужского аббатства того же названия. В Бомон-ле-Роже Рожер построил церковь Св. Троицы.

## Брак и дети
Рожер де Бомон был женат (между 1045 и 1050) на Аделине де Мёлан (ум. 1081), дочери Галерана III, графа де Мёлан, и наследнице Мёланского графства. Их дети:
- Роберт де Бомон (1049—1118), граф де Мёлан (c 1081), 1-й граф Лестер (c 1107), женат на Элизабет де Вермандуа (ум. 1131), дочери Гуго Великого, графа Вермандуа;
- Генрих де Бомон (ум. 1119), 1-й граф Уорик (с 1088), женат на Маргарите Першской (ум. после 1156), дочери Жоффруа II, графа де Мортань-дю-Перш;
- Альберия де Бомон (ум. 1112), аббатиса Сен-Леже-де-Прё, позднее — аббатиса Итона.